# Hard to Explain
Singles de The Strokes
Last Nite
(2001)
Pistes de Is This It
Last Nite
(7) New York City Cops
(9)
Hard to Explain est le premier single du groupe new-yorkais The Strokes. Il fait suite à The Modern Age, le premier EP du groupe, et figure sur l'album Is This It. Le morceau est d'abord sorti au Royaume-Uni et en Europe le 25 juin 2001, sur le label Rough Trade Records, avant de sortir aux États-Unis le 30 avril 2002, chez RCA. Il n'est donc pas le premier single du groupe paru aux États-Unis, Last Nite étant mondialement sorti le 5 novembre 2001.

## Réception

### Critique
Hard to Explain figure à la 59e place dans le classement des 100 meilleures chansons des années 2000 du magazine Rolling Stone. Pour le NME, il s'agit de la troisième meilleure chanson de la décennie 2000. Toujours selon le NME, Hard to Explain occupe le 36e rang au classement des 150 meilleures chansons sur la période 1996-2011. Gilles Verlant et Thomas Caussé font figurer Hard to Explain parmi leur sélection des « 1 800 classiques du rock à télécharger », publié en 2009.
| Publieur      | Pays        | Classement                                              | Année | Position |
| ------------- | ----------- | ------------------------------------------------------- | ----- | -------- |
| NME           | Royaume-Uni | Les 100 meilleures chansons de la décennie              | 2009  | 3        |
| NME           | Royaume-Uni | Les 100 meilleures chansons des quinze dernières années | 2011  | 36       |
| Rolling Stone | États-Unis  | Les 100 meilleures chansons de la décennie              | 2009  | 59       |

Par ailleurs, la chanson est considérée comme étant la meilleure des Strokes selon les utilisateurs du site du NME. Le blog musical Stereogum partage ce sentiment et considère Hard to Explain comme « une chanson pop parfaite ».
Dans un article intitulé « Comment Is This It des Strokes a changé la musique pour le pire », écrit à l'occasion des 10 ans de la sortie de l'album, John Doran considère que Hard to Explain est le seul morceau qui rattrape un peu l'ensemble. Néanmoins, selon lui, cette chanson n'aurait pas figuré sur la version finale de l'album Turn on the Bright Lights si elle avait été écrite par Interpol, tant Turn on the Bright Lights est « largement supérieur » à Is This It.

### Commerciale
Hard to Explain atteint la 16e place de l'UK Singles Chart et y reste classé cinq semaines. Aux États-Unis, le morceau reste classé pendant onze semaines et atteint la 27e position. Hard to Explain est également classé deux semaines en Suède où son meilleur rang est la 56e position.
| Classement musical             | Meilleure position |
| ------------------------------ | ------------------ |
| États-Unis (US Modern Rock)    | 27                 |
| Royaume-Uni (UK Singles Chart) | 16                 |
| Suède (Sverigetopplistan)      | 56                 |

## Reprises

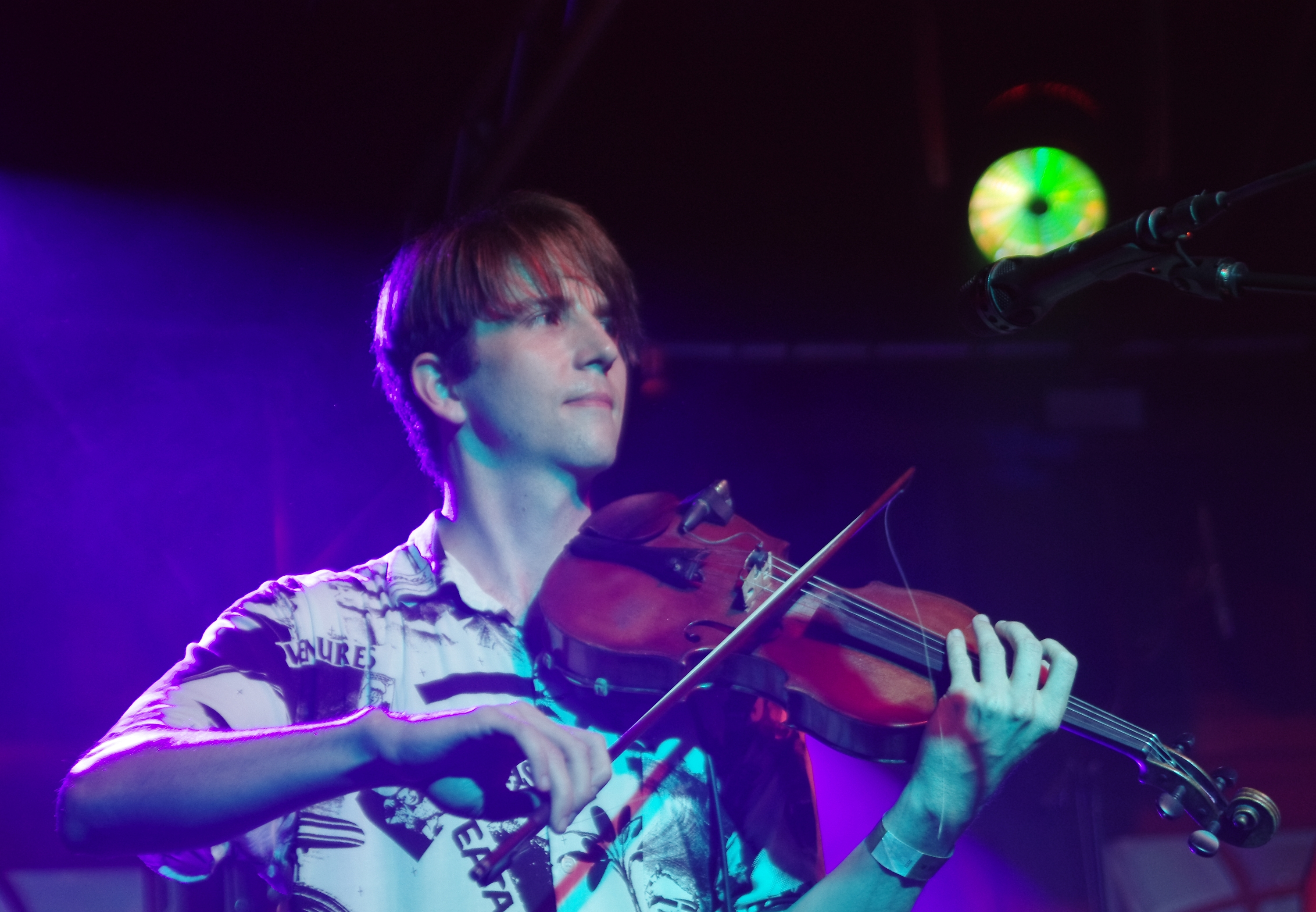
Owen Pallett réinterprète Hard to Explain en 2011.

En 2001, Freelance Hellraiser (en) publie un mashup, A Stroke of Genius, qui associe une section instrumentale de Hard to Explain avec un morceau de Christina Aguilera, Genie in a Bottle. Pitchfork considère ce mashup comme une des meilleures chansons des années 2000. Une reprise de Hard to Explain figure sur l'EP This Isn't It publié par The Diff'rent Strokes sur le label Guided Missile Recordings, sorti en 2001.
Le premier album du groupe français Les Shades, Le Meurtre de Vénus, paru en 2008, contient une reprise de Hard To Explain en titre bonus.
En 2010, le morceau est repris sur Vitamin String Quartet Performs the Strokes, album du Vitamin String Quartet qui contient sept reprises classiques de titres extraits des trois albums publiés alors par les Strokes.
En 2011, le blog Stereogum propose en téléchargement gratuit un album hommage à Is This It pour en célébrer le dixième anniversaire. Hard To Explain est interprété par Owen Pallett. La même année, toujours pour célébrer les dix ans de l'album, le site internet brésilien Rock'n'Beats publie également un album hommage, Is This Indie, disponible en streaming, sur lequel chaque morceau est repris par un groupe ou un artiste brésilien. Ainsi, Hard To Explain est repris par Volantes.